# 나다 사르긴

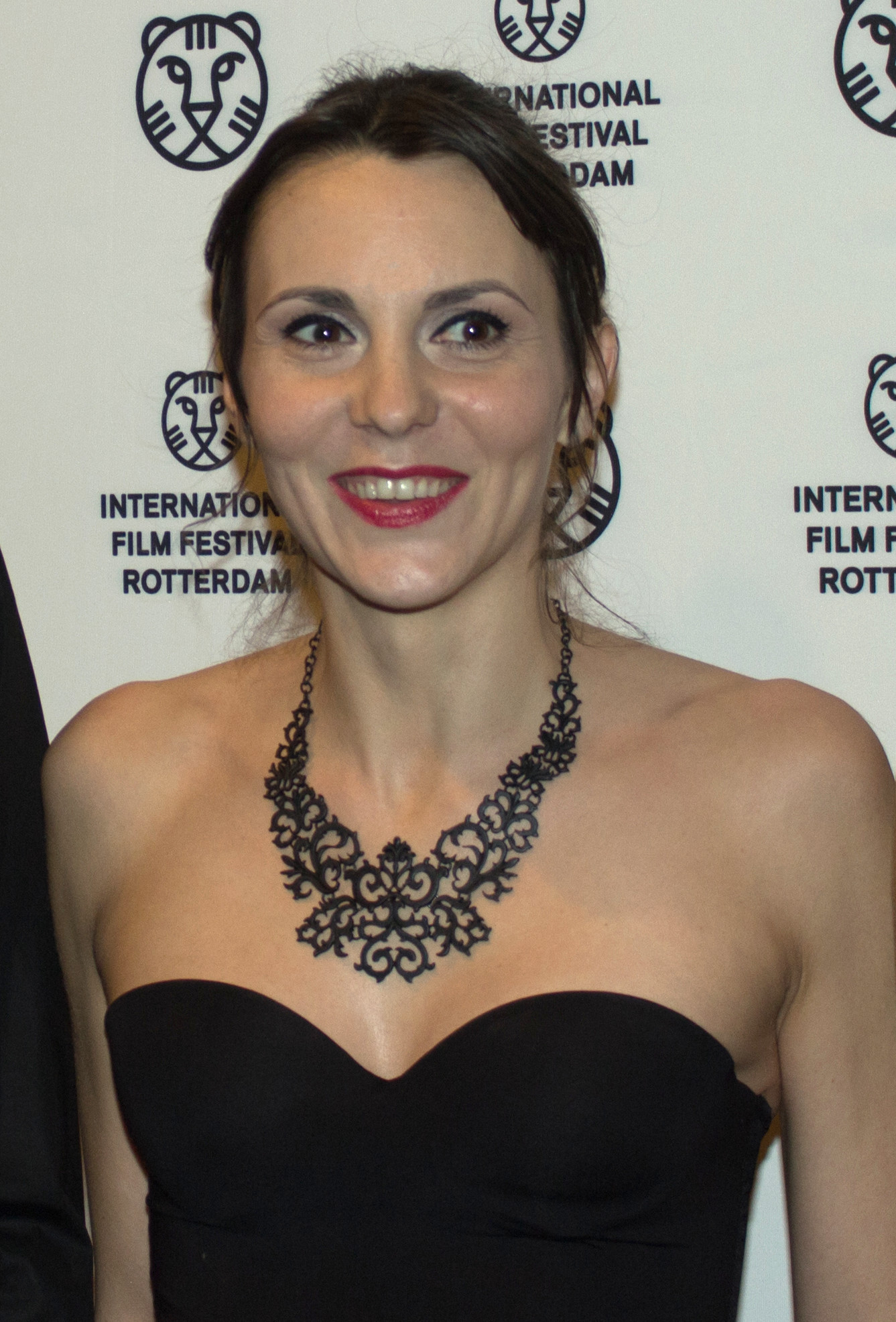

나다 사르긴(Nada Šargin, 1977년 1월 19일 ~ )은 세르비아의 배우이다.
즈레냐닌에서 태어났다.

## 영화
- 하늘 아래 우리는 (2014년)
- 웬 데이 브레이크 (2012년)
- 눈물과 웃음의 베오그라드 안내서 (2011년) - 자고다 역
- 우먼 위드 어 브로큰 노즈 (2010년)
- 티어스 포 세일 (2008년)
- 윌 낫 엔드 히어 (2008년)
- 순회공연 (2008년)